# Cuscrele
Cuscrele este un serial de televiziune de comedie românesc cu Tamara Buciuceanu-Botez și Draga Olteanu-Matei în rolurile principale.
A avut premiera pe canalul Național TV în 2005. Serialul este creat și regizat de Nae Cosmescu.
În alte roluri au interpretat Rodica Popescu Bitănescu, Valentin Uritescu, Stela Popescu, Alexandru Arșinel, George Ivașcu, Dumitru Rucăreanu, Magda Catone, Șerban Ionescu, Catrinel Sandu, Aurelian Temișan și Margareta Pogonat.

## Distribuție
- Tamara Buciuceanu-Botez – Matilda Baboniu, cuscra Anetei
- Draga Olteanu-Matei – Aneta Păun, cuscra Matildei
- Rodica Popescu Bitănescu – Minodora Supusu, fiica Anetei și soția lui Aristide Supusu
- Stela Popescu – Mona Panduru, mama lui Temirodion Panduru
- Alexandru Arșinel – Nae Panduru, tatăl lui Temirodion Panduru
- George Ivașcu[8] – Aristide Supusu[9]
- Dumitru Rucăreanu – Nae Cavaleru
- Șerban Ionescu – Mișu Casapu
- Catrinel Sandu
- Aurelian Temișan – Temirodion Panduru
- Margareta Pogonat  – Rodica Basca
- Nae Lăzărescu – Mache, detectiv
- Vasile Muraru – Tache, detectiv
- Ștefan Sileanu – Giony Becheru, șef mafiot care ucide cu... blândețe
- Valentin Uritescu – Cazimir Stefarță
- Magda Catone – Sultănica
- Gabriela Popescu – Nimfodora Stefarță
- George Paul Avram – Petru Pavel Străinu
- Raluca Zamfirescu - Paraschiva